# Onukigallia tenuis
Onukigallia tenuis är en insektsart som beskrevs av Matsumura 1912. Onukigallia tenuis ingår i släktet Onukigallia och familjen dvärgstritar. Inga underarter finns listade i Catalogue of Life.